# Vertou

Vertous läge i Loire-Atlantique.

Vertou är en kommun i departementet Loire-Atlantique i regionen Pays-de-la-Loire i Frankrike. Den är en förort till Nantes och hade 26 048 invånare i början av 2022, på en yta av 35,68 km².

## Befolkningsutveckling
Antalet invånare i kommunen Vertou
| Referens: INSEE |